# Ambres
Ambres – miejscowość i gmina we Francji, w regionie Oksytania, w departamencie Tarn.
Według danych na rok 1990 gminę zamieszkiwało 701 osób, a gęstość zaludnienia wynosiła 37 osób/km² (wśród 3020 gmin regionu Midi-Pyrénées Ambres plasuje się na 463. miejscu pod względem liczby ludności, natomiast pod względem powierzchni na miejscu 592.).